# Pholidoptera augustae
Pholidoptera augustae är en insektsart som beskrevs av Yu S. Tarbinsky 1940. Pholidoptera augustae ingår i släktet Pholidoptera och familjen vårtbitare. Inga underarter finns listade i Catalogue of Life.